# オストカーカ

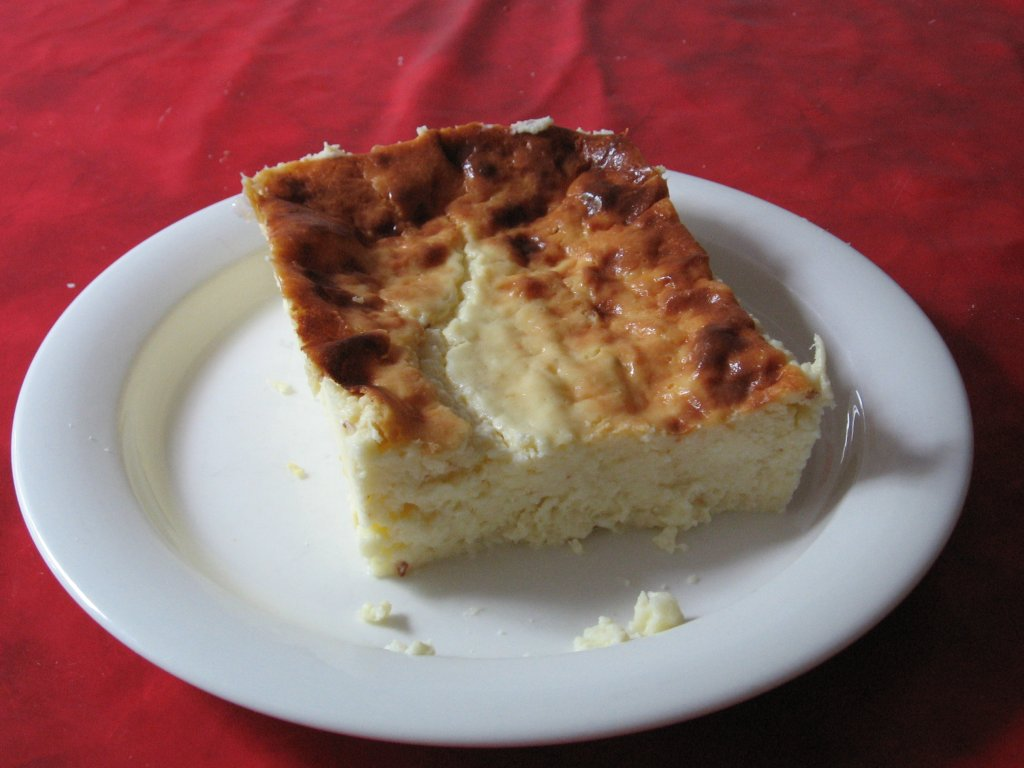
オストカーカ

オストカーカ（瑞：ostkaka、"ost"はチーズ、"kaka"はケーキの意）は、スウェーデンのヘルシングランド地方とスモーランド地方という2つの異なる地方に起源をもつデザートである。ほのかなビターアーモンドの味を持ち、通常温めてジャムやホイップクリームを添えるか生暖かい状態で果物やアイスクリームを添えて食べられる。ヘルシングランド地方のオストカーカとスモーランド地方のオストカーカの間には幾らか違いがある。

## 伝統的なレシピ
オストカーカは伝統的に牛乳にレンネットを加え、カゼインを凝固させて作られる。クリーム、砂糖、卵、アーモンドとビターアーモンドを加えてタネを作り、凝固した牛乳と混ぜる。
次にオーブンで焼き、温かい状態（けっして熱いでは無い）で供する。この温度は、かなり微妙な味に影響する。
伝統的にスモーランド地方のオストカーカは大きな銅製鍋で調理される。これは客がオストカーカの中心部をとれるようにという伝統で、これにより鍋に接触している部分の生地に溶け出しているかもしれない微量の銅を避けることができる。

## 簡略化したレシピ
牛乳を凝固させる課程が幾分複雑なことから、家庭で作るためにカッテージチーズを生地のベースに使用する代替のレシピがある。

## 記念日
2004年以来、スウェーデンでは11月14日を「オストカーカの日」として祝われている。
この記念日は、2003年春に設立された非営利団体の「オストカーカ愛好会」（"Ostkakans vänner"）により制定され、振興されている。